# Daniel Zaragoza
Daniel Zaragoza (México, D. F., 11 de diciembre de 1957) es un exboxeador mexicano, campeón mundial de boxeo en las divisiones de Peso gallo y Peso supergallo en las décadas de 1980 y 1990. Es conocido como el "Zurdo de Tacubaya".

## Carrera Amateur
- En 1979 representó a México como en la división Gallo en los Juegos Panamericanos en San Juan, Puerto Rico. Sus resultados fueron:
  - Derrotó a Alfonso Abata (Ecuador)
  - Perdió ante Jackie Beard (Estados Unidos) puntos

- En 1980 representó a México como en la división Gallo en los Juegos Olímpicos de Moscú. Sus resultados fueron:
  - Derrotó a Philip Sutcliffe (Irlanda) puntos
  - Derrotó a Ray Gilbody (Gran Bretaña) puntos
  - Perdió ante Michael Parris (Guyana) por TKO en el segundo round.

## Carrera profesional
En octubre de 1980, Zaragoza ganó en su debut como profesional ante Ernesto Gutiérrez.

### CampeonatoGallode laCMB
En 1985 consiguió el título vacante del Campeonato Gallo de la CMB por victoria por descalificación ante Freddie Jackson.
Perdió dicho título en su primer defensa ante Miguel "Happy" Lora. En su siguiente pelea, sufrió una nueva derrota ante al futuro miembro del Salón Internacional de la Fama del Boxeo Jeff Fenech.

### CampeonatoPeso supergallode laCMB
Zaragoza subió de peso, y consiguió 7 victorias al hilo, antes de obtener el campeonato del Peso supergallo de la CMB con un nocaut ante al futuro miembro del Salón Internacional de la Fama del Boxeo Carlos Zárate.
Defendió su título en 4 ocasiones, lista que incluye al futuro campeón Valerio Nati, Paul Banke (16-3-0), Frankie Duarte (47-7-1), y al excampeón Chan-Yong Park. En 1990, perdió el cinturón ante Paul Banke a quien había derrotado hace solo tres peleas.
Dos peleas después, Zaragoza recuperó su cinturón con decisión dividida ente Kiyoshi Hatanaka. Defendió ese mismo título ante Chun Huh (25-2-0) de Corea del Sur y vengó su derrota ante Paul Banke. En 1992, perdió su título ante Thierry Jacob. En sus dos siguientes peleas se enfrentó al recientemente coronado campeón del CMB peso supergallo Tracy Harris Patterson, quien había derrotado recientemente a Thierry Jacob, Él empató con Patterson en el primer asalto y perdió por nocaut técnico en el segundo cuando la pelea fue detenida debido a un corte.

#### El Campeón más veterano enPeso supergallo
En 1995 tuvo de nuevo otra oportunidad para acceder al título contra el campeón Peso supergallo de la CMB Héctor "Acero" Sánchez, quien recientemente había derrotado a Tracy Harris Patterson. La pelea terminó en empate, pero Zaragoza peleó la revancha con Sánchez en ese mismo año y ganó el cinturón vía decisión dividida. A los 36 años 11 meses, se convirtió en el peleador más viejo en ganar el título en Peso supergallo de la historia.
Zaragoza defendió cuatro veces más su título, incluyendo dos contra el ex y futuro campeón Joichiro Tatsuyoshi, una victoria sobre Tsuyoshi Harada (20-1-0), y otra contra en ese entonces invicto campeón Peso gallo Wayne McCullough quien subió de peso para dicha pelea. El 6 de septiembre de 1997, perdió el título contra el joven invicto de 21 años  Erick "El Terrible" Morales, quien noqueó a Zaragoza en el undécimo round. Zaragoza se retiró después de esa pelea a la edad de 39 años con un récord profesional de 55-8-3.

## Retiro
Se le nombró miembro del Salón Internacional de la Fama del Boxeo en el 2004.